# Vyšehrad

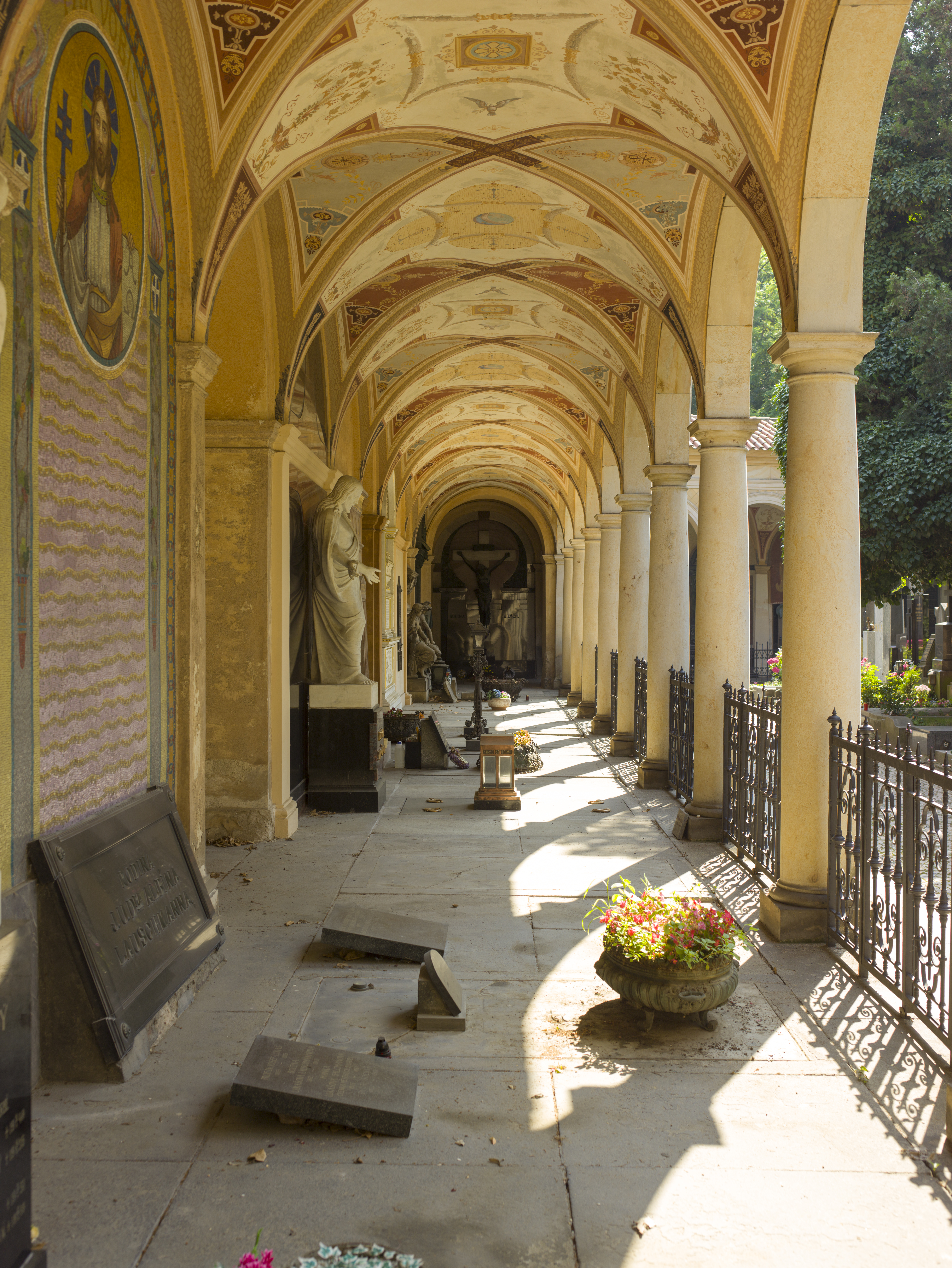
a Vyšehradi temető árkádja

Vyšehrad Prága egyik történelmi városrésze az Újvárostól délre a róla elnevezett kerületben a Moldva jobb partján; A fővárosban a Moldva ehelyütt a legszélesebb. Területe 36,26 hektár. 1883-ban egyesült Prágával. 2001-ben 1731 lakosa volt.
A 42 méter magas domb meredeken szakad le a folyó felé.

## Története
A sziklás magaslat a cseh történelem egyik legemlékezetesebb helyszíne, ekképp egyfajta nemzeti zarándokhely.
Vyšehradról számos legenda szól; állítólag a mitikus Krok fejedelem alapította; egyes vélemények szerint Prága legrégibb része. Az ásatások tanúsága szerint a kezdeti favárat a 9. század vége felé építették. A terület neve ekkor még Chrasten, azaz Cserjés, illetve Harasztos volt, a Vyšehrad (Magasvár) nevet jóval később kapta. A 10. század vége felé itt verték az úgynevezett „cseh dénárokat” avagy „prágai ezüstdénárokat”.
A monda szerint itt jósolta meg Libuše fejedelemasszony (az ugyancsak legendás Krok fejedelem lánya) a Přemysl-ház és vele Prága felemelkedését és dicsőségét. Vyšehrad a legősibb cseh mondák helyszíne. A legkülönbözőbb művészeti alkotásokban megjelenő monda jelenleg legismertebb változata Bedřich Smetana: Libuše című operájának cselekménye.
Amikor a 11. század második felében a Přemysl-házban ellentétek robbantak ki, I. Vratiszláv (ur. 1061–1092) a prágai várból ide költöztette udvartartását és itt koronáztatta meg magát. Ő alapította 1072-ben a vyšehradi káptalant (ebben az időben a várban már állt egy körtemplom). II. Vratiszláv román stílusú palotát építtetett terméskőből. Ugyancsak ő építtette a Szent Péter és Pál-bazilikát, a Szent Lőrinc-körtemplomot és a Szent Márton-körtemplomot. Ezeket az építkezéseket utódai is folytatták, de I. Szobeszláv halála (1140) után Vyšehrad sokat vesztett jelentőségéből, mert az utána következő uralkodók már vagy a prágai várba költöztek, vagy a mai Lőportorony környékén rendezték be udvarukat.
IV. Károly alatt végleg elvesztette kiváltságait és Prága része lett. Károly újjáépítette, és az újonnan alapított Újváros erődítményeihez kapcsolta a várat, ami ezzel az egykori központból a külső védőöv része lett.
A várat 1420-ban a husziták ostromzár alá vették, hogy kiéheztessék a védőket. A kitörő császáriakat a domb alatt elterülő pankráci csatában verték meg, majd felgyújtották a várat. A közelben álló emmauszi kolostorban ettől fogva már a husziták miséztek. A leomlott várfalak közé a város szegényei és kézművesei költöztek, és megalapították ott „Vyšehrad hegyének városa” nevű településüket, amelynek Podjebrád György szabadalmas jogokat adott.
Ezt a várost az 1550-es években fokozatosan elhagyták lakói, és a dombot szőlővel ültették be. Ez idő tájt termelték Prágában a legtöbb bort, a zömmel savanyú vinkók azonban nem állták a versenyt a messze földön híres sörökkel.
A 15. és a 19. század között Vyšehrad az alvárral együtt önkormányzati város volt.
Újabb katonai célú átalakítását 1654-ben kezdték el különféle téglaépítményekkel, és a város erődítésének részeként barokk erőddé vált. Ekkor építették a Tábor városáról elnevezett Tábor-kaput, a Lipót-kaput és a temető harangtornyát is. A maradék polgári lakosságot kitelepítették.
A harmincéves háború után a Habsburgok kiképzőközpontot hoztak itt létre az osztrák hadsereg számára.
A vyšehradi káptalan 1848-ig önálló volt, majd 1883-ban Prágához csatolták. Ekkor létesítettek a nemzeti temetőt.
Az ódon, addigra már több mint 200 éves erődítéseket 1866-ban lerombolták. Mára csak néhány bástyafal maradt meg; ezek tetején kellemes sétányt alakítottak ki.
1904-ben a Vyšehrad sziklán át alagutat vágtak, és összekötötték a Moldva két partját.

## Látnivalói
A dombot az 1885–1887-ben átépített, majd 1902-ben két toronnyal kiegészített, neogótikus Szent Péter és Pál-bazilika uralja. A bazilika előtti kis temetőben építették fel a Slavín nemzeti pantheont. A bazilika és a sírkert a turisták két fő célpontja. Itt nyugszik többek között Antonín Dvořák, Alfons Mucha, Bedřich Smetana és Jan Neruda is. A parkká átalakított, szabadon látogatható területet 1962-ben nemzeti történelmi emlékhellyé nyilvánították.
A legfontosabb és legismertebb építmény a vár, illetve az ennek helyén létrehozott és Josef Václav Myslbek szobraival díszített vyšehradi park. A kazamatákat az erőd feljavítására építették a Prágát 1741–1742-ben elfoglaló franciák (a védművek használatára végül nem került sor).
Itt áll Prága legrégibb Tours-i Szent Mártonnak szentelt rotundája (körtemploma).
Az Ásatások Múzeumát (Sobešlav ulice 14.) a hajdani káptalan palotájában rendezték be.
A régi préposti épület a temető mellett áll. Az 1700-as évek elején épült magánlakásnak; falait értékes freskók díszítik. A mellette álló, neogótikus új préposti épületet 1872-ben építették.
A préposti épületek előtt a parkban áll Szent Vencel lovasszobra.

## Érdekességek
A Vyšehrad Bedřich Smetana hat szimfonikus költeményből álló, Hazám (csehül: Má vlast JB 1:112)  zenekari ciklusának első tétele.